# Bogusław Linda
Bogusław Linda (în poloneză: [bɔˈɡuswaf ˈlinda]; n. 27 iunie 1952, Toruń, Polonia) este un actor polonez de film și teatru. Este probabil cel mai cunoscut pentru rolurile unor tipi duri cu arme din filme precum Copoii, Copoii 2 sau Tato. Linda a apărut în Omul de fier și Danton, ambele filme regizate de Andrzej Wajda, în Przypadek regizat de Krzysztof Kieślowski sau în al șaptelea episod al seriei de filme Decalogul, episod de asemenea regizat de Kieślowski. Linda este considerat unul dintre cei mai populari actori polonezi de film, „idolul tinereții anilor 1990” și „idolul generației Solidarității”. De-a lungul anilor, a apărut în filme ale unor regizori ca Agnieszka Holland, Krzysztof Kieślowski, Andrzej Wajda și Władysław Pasikowski.

## Biografie
A absolvit Școala Gimnazială din Toruń și este absolvent al Academiei de Arte Dramatice din Cracovia (Akademia Sztuk Teatralnych w Krakowie) și co-fondator și lector al Școlii de Film din Varșovia.
Ca student, Linda a luat contact cu Teatrul Vechi (Stary Teatr) din Cracovia. Debutul său în teatru ca actor a fost în rolul lui Mikolka în Crimă și pedeapsă de Feodor Dostoievski, în regia lui Maciej Prus, în 1977. Din 1978 până în 1981 a lucrat la Wrocławski Teatr Współczesny în piese de teatru precum Muntele vrăjit (Der Zauberberg) de Thomas Mann și America de Franz Kafka (1980). La începutul anilor 1980 a fost actor al Teatrului Studio din Varșovia.
Primul său rol important de film a apărut în 1980 în filmul polonez Goraczka (Dzieje jednego pocisku), în regia lui Agnieszka Holland, în care a interpretat un anarhist numit Gryziaka. Au urmat apoi roluri în filme: Kobieta samotna (O femeie singuratică, 1981) de același regizor; Omul de fier de Andrzej Wajda; Przypadek de Krzysztof Kieślowski (1981) și Matka Królów de Janusz Zaorski (1982) - toate roluri ale unor personaje marcate de anxietate existențială și forțate să lupte fără speranță împotriva unei realități ostile.
Bogusław Linda a avut un rol important în filmul lui Jacek Bromski , Zabij mnie, glino (1987), în rolul lui George Malik, un criminal periculos. În 1992, el a jucat rolul lui Franz Maurer în Copoii al regizorului Władysław Pasikowski. Acest rol a modelat imaginea lui Linda ca un „tip dur” cinic, o imagine întărită de rolurile din filmele Psy 2: Ostatnia krew (Copoii 2, în care a reprimit rolul lui Franz Maurer), Sara de Maciej Ślesicki, Pułapka de Adek Drabiński și Demony wojny wg Goi de Władysław Pasikowski. În filmul Sara, actorul a interpretat o melodie a lui Leonard Cohen „I'm Your Man”.
Anii 1990 i-au adus aprecieri critice cu roluri în Johnnie Waterman (1994) al lui Jan Jakub Kolski (cunoscut și sub numele de Johnnie the Aquarius); ca Michał Sulecki, un tată care luptă pentru custodia fiicei sale de 7 ani în Tato, în regia lui Maciej Ślesicki (1995) și ca părintele Robak, preot, în Pan Tadeusz: Ultima incursiune în Lituania de Andrzej Wajda (1999). În 1996, în timpul Festivalului Stelelor din Międzyzdroje a lăsat o amprentă pe Promenada Vedetelor.
În filmul Reich din 2001, în regia lui Władysław Pasikowski, el a interpretat rolul lui Alex, un gangster, alături de Mirosław Baka și Aleksandra Nieśpielak. A fost a șaptea producție în care Linda a lucrat cu regizorul Pasikowski, după care a început să încerce să scape de imaginea unui tip dur cu o armă în mână.
În același an a jucat și în rolul lui Petronius, unul din curtenii favoriți ai împăratului Nero, în filmul Unde te duci? (Quo Vadis) regizat de Jerzy Kawalerowicz.
În 2005, a apărut în producția polono-americană Summer Love. În același an a înregistrat cu trupa Fireflies un album intitulat Las putas melancólicas. A jucat un rol de comedie în filmul Time Surfers și a jucat în sitcom-uri și Wilds 2: Duel.
În 2007, Linda a regizat filmul Jasne blekitne okna, o poveste despre două tinere ale căror vieți se împletesc cu situația economică dificilă din Polonia după căderea comunismului.
Trei ani mai târziu, Bogusław Linda a avut un rol de comedie în filmul Randka w ciemno, în regia lui Wojciech Wojcik. Linda a jucat rolul seducătorului Cezary în acest film.
La 5 octombrie 2009, secretarul de stat al Ministerului Culturii, Piotr Żuchowski i-a oferit medalia de argint Gloria Artis.
La 1 aprilie 2011 a fost lansat filmul Trzy minuty. 21:37 de Maciej Ślesicki, unde a jucat rolul unui pictor.
La 19 aprilie 2012 a regizat piesa de teatru Merlin Mongol de Nikolaja Kolady. A marcat debutul său în regia de teatru, precum și întoarcerea la munca în teatru, după o pauză de aproximativ 15 ani.
Semnătura sa a apărut pe Aleea Celebrității din orașul său natal Toruń (unde a studiat și a trăit). Aleea aflată în Centrul Vechi conține o serie de "katarzynki" - semnături ale unor locuitori celebri din Toruń.

## Viață privată
Este căsătorit cu fotograful și fotomodelul Lidia Popiel. Împreună cu prietenul său Maciej Ślesicki, a fondat Școala de Film din Varșovia, una dintre primele școli private pentru actori din Polonia. Printre interesele sale se numără călăria și vânătoarea. El este îngrijorat de intimitatea sa și rareori acordă interviuri sau își dă acordul pentru publicarea unor articole despre viața sa privată. El și-a exprimat sprijinul pentru comunitatea LGBT și a luat parte la inițiativa „Side by Side Towards Equality” lansată de Campania împotriva homofobiei.

## Filmografie
- Prezentatorul (1978)
- Goraczka (Dzieje jednego pocisku) (Febra, 1981) - ca Gryziaka
- Omul de fier (1981)
- Przypadek (Noroc chior, 1981)
- Dreszcze (1981)
- Danton (1983)
- Eskimo Woman Feel Cold (Eskimosce jest zimno) (1983; film maghiar regizat de János Xantus, titlu original: Eszkimó asszony fázik)[24]
- Szirmok, virágok, koszorúk (1984; film maghiar regizat de László Lugossy) [25]
- Magnat (1987) regia Filip Bajon.
- Matka Królów (Mama Regilor, 1987)
- Dekalog (Decalogul, 1989)
- Psy (Copoii) (1992)
- Wszystko, co najważniejsze (1992)
- Jańcio Wodnik (1993)[26] - ca Stygma
- Psy 2: Ostatnia krew (Copoii 2; 1994)
- Tato (1995)[27]
- Szamanka (Șamanca, 1996)
- Pułapka (Capcana, 1997)
- Szcześliwego Nowego Jorku (1997) – Janek („Andrew”, „Serfer”, „Avocat”)
- Sara (1997)
- Zabić Sekala (Sekal Has to Die, 1998)
- Demony wojny wg Goi (Demonii războiului, 1998)
- Pan Tadeusz (1999)
- Quo Vadis (2001)
- I kto tu rządzi? (2007)
- Kajínek (2010)
- Trzy minuty. 21:37 (2010)
- Bătălia de la Varșovia 1920 (2011)
- Imaginea de apoi (2016)

La Festivalul de Film de la Gdynia, Linda a primit un premiu pentru cel mai bun rol principal masculin - ca Bolko în filmul istoric Magnat (1987) în regia lui Filip Bajon.

## Discografie
| Las putas melancólicas cu Świetliki                                       | - Lansat: 26 septembrie 2005 - Etichetă: Universal Music Poland - Formate: CD, descărcare digitală | 7 |
| „-” denotă o înregistrare care nu a fost lansată pe teritoriul respectiv. | |   |

### Videoclipuri muzicale
| Titlu                                 | An   | Album                  | Ref.   |
| ------------------------------------- | ---- | ---------------------- | ------ |
| „Gdzie mam szukać cię” cu Assia Akhat | 2002 | single, nu album       | [ 33 ] |
| „Filandia”                            | 2005 | Las putas melancólicas | [ 34 ] |